# Norsk Hydro

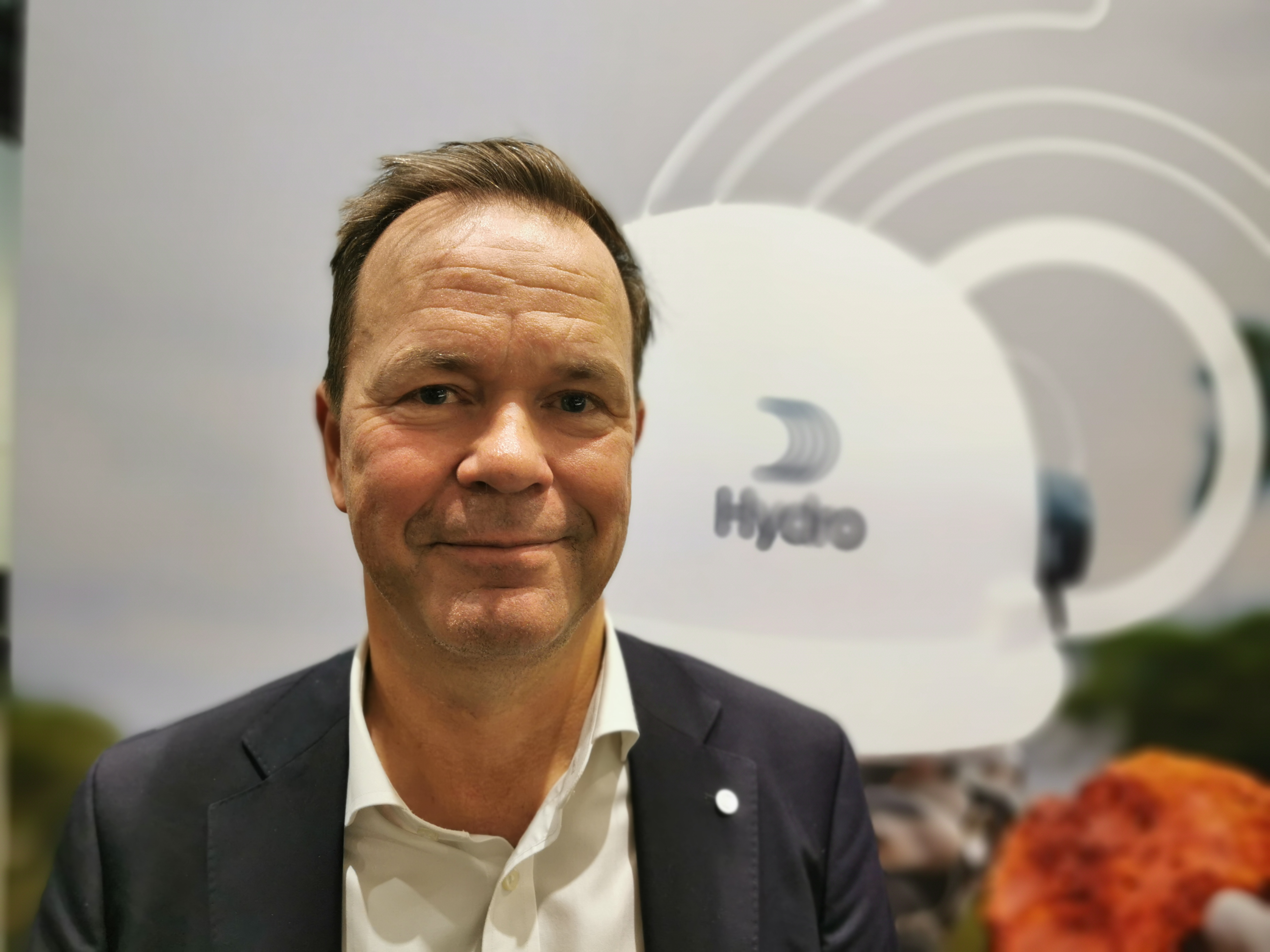
Eivind Kallevik at ALUMINUM 2024

Norsk Hydro ASA (často uváděná pouze jako Hydro) je norská společnost vyrábějící hliník a obnovitelnou energii se sídlem v Oslo. Jedná se o jednu z největších světových společností zabývajících se výrobou hliníku. Má pobočky ve více než 50 zemích po celém světě a působí na všech kontinentech. 
Norský stát vlastní 34,3 % společnosti prostřednictvím Ministerstva obchodu, průmyslu a rybolovu. Dalších 6,5 % vlastní společnost Folketrygdfond, která spravuje vládní penzijní fond Norska. Společnost Norsk Hydro zaměstnává přibližně 35 000 lidí. Od roku 2009 je ředitelem společnosti Svein Richard Brandtzæg.

## Elektrárna Vemork
V roce 1911 Norsk Hydro otevřela tehdy nejvýkonnější vodní elektrárnu s výkonem 108 MW, která elektřinou zásobovala továrnu na výrobu umělých hnojiv (zachytávání dusíku ze vzduchu). Ve třicátých letech se elektrárna Vemork stala první továrnou na těžkou vodu, která byla potřeba pro stavbu jaderného reaktoru a vývoj jaderné bomby. Proto po obsazení Norska nacistickým Německem roku 1940 během druhé světové války se továrna stala cílem spojenecké operace Telemark.